# The Number of the Beast
The Number of the Beast је трећи студијски албум британског хеви метал бенда Ајрон Мејден. Албум је издат 29. марта 1982. У Британији албум је издао EMI, а у Сједињеним Државама Capitol, а касније реиздао Sanctuary/Columbia. Ово је био први албум у коме је певач био Брус Дикинсон.
Песме The Number of the Beast, Run to the Hills и Hallowed Be Thy Name остају на сетлистама бенда током скоро свих турнеја. Задње две касније су често коришћене да затварају концерт. Све три песме су најпознатије које је бенд издао и такође издане као сингл у некоико различитих формата.
The Beast on the Road је била турнеја која је пратила албум.
The Number of the Beast, заједно са албумом Iron Maiden, се налази на листи „1001 албум који морате чути пре него што умрете“ (енгл. 1001 Albums You Must Hear Before You Die)

## Писање и снимање
је једини албум Ајрон Мејдена где је Клајв Бер помагао у писању текста и први у коме је то чинио Адријан Смит. Такође, са издавањем овог албума видело се да је Стив Харис приступио другачије писању, што је било погодно за новог певача Бруса Дикинсона. Продуцент албума Мартин Бирч је изјавио: „Једноставно нисам мислио да [бивши певач Пол Ди'Ано] је способан да се носи са певањем у компликованијим правцима за које сам знао да ће Стив желети да истражи...када се Брус придружио, отворило је доста могућности за нови албум.“
Према неколико интервјуа, Дикинсон је доста допринео писању неколико песама са албума, нарочито Children of the Damned, The Prisoner и Run to the Hills. Због тадашњег судског спора са бившим бендом Самсон, Дикинсон званично није могао да учествује у стварању песама за албум, па је према његовим речима морално допринео. То значи да је могао да утиче при стварању песме, али није смео да креативно доприноси. Снимање и миксовање албума је морало да се заврши за пет недеља, јер је бенд превише времена провео у писању нових песама. Разлог је био тај што је ово био ово први албум који су снимали од почетка, са врло мало написаног материјала пре предпродукцијске фазе.
Музичка штампа је извештавала о необјашњеним феноменима који су се дешавали за време сесија снимања у студију Батери (енгл. Battery Studios), као што су насумично паљење и гашење светла, као и чести мистериозни кварови опреме за снимање. Врхунац је био удес продуцента Мартина Бирча са мини-бусом који је превозио калуђерице, после чегга му је уручен рачун за поправку од 666 фунти.

## Песме
је издат 12. фебруара 1982, две недеље пре турнеје бендове турнеје у Уједињеном Краљевству. Служио је како би приказао како ће следећи албум, који ће бити издат два дана после краја те турнеје, да звучи. Сингл је издат заједно са музичким видеом, састављеног од филмова Бастера Китона и прошао је доста добро доспевши у првих десет на листи синглова Уједињеног Краљевства. Пошто су журили да заврше албум у року, као и да сниме и измиксују сингл, бенд је на брзину убацио песму Total Eclipse на Б страни.
Због тога што су написали превише материјала, морали су да изаберу између Total Eclipse и Gangland за Run to the Hills сингл, па је друга песма укључена у албум. Неколико члана бенда су изразили дубоко покајање због овакве одлуке, а сам Стив Харис је прокоментарисао: „Изабрали смо погрешну нумеру за Б страну. Мислим да ако је 'Total Eclipse' била укључена у албум уместо Gangland, цела ствар би била боља.“ Такође, Харис је константовао да нумера „Invaders“ која отвара албум, није била довољно добра и „да је могла да се замени са нечим другим, с тим што тада нису имали са чим да је замене. Имали су довољно времена да ураде то што су урадили.“
Иако су бенд у Сједињеним државама многе религијске групе, због песме The Number of the Beast, сматрали да је сатанистички, песма је заоснована на кошмару који је имао басиста Стив Харис, док је гледао филм Damien: Omen II (срп. Дамиен: Предсказање II) касно увече. Такође Харис је казао да је текст песме инспирисан и поемом Роберта Бeрнса Tam o' Shanter. Почетак песме је цитат из Откровења верзије Краља Џејмса 12:12 и 3:18, коју чита Бери Клејтон. Према Брусу Дикинсону, бенд је хтео да овај цитат чита Винсент Прајс, али су пришли Клејтону, јер је Прајс тражио 25 000 фунти.
Песма Hallowed Be Thy Name, која затвара албум, се свирала на скоро свим турнејама од издавања албума. Веб-сајт Allmusic ју је описао као „најславнији бендов проширен еп; прича о затворенику који ће бити обешен, садржи једне од Харисових најфилозофскијих текстова.“ Од тада неколико члана бенда су рекли да им је то једна од најомиљенијих нумера, а Дикинсон ју је описао као „фантастичну“ и њено извођење као „нарацију филма публици.“ Жива верзија песме је издата 1993. године и донела је још једно место у првих десет музичке листе УК-а.
Children of the Damned је заоснована на филмовима Село проклетих (енгл. Village of the Damned) и Деца проклетих (енгл. Children of the Damned), који су обоје заснивани на роману The Midwich Cuckoos (Мидвичке кукавице;прим.прев), Џона Виндема. У интервјуу за BBC Radio 6, током сегмента о преминулом Ронију Џејмсу Диу, Дикинсон је изјавио да је стварање песме Children of the Damned инспирисала песма Блек Сабата Children of the Sea.
The Prisoner је инспирисана истоименом британском серијом и садржи дијалог који се односи на њен наслов. Менаџер бенда, Род Смолвуд је имао телефонски разговор са Патриком Мекгуханом о коришћењу дијалога у песми. Мекгухан је доста оклевао, а Смолвуд га је описао као добронамерног глумца. Мекгухан је рекао: „Како рече да се зовете? Рок бенд, кажеш? Урадите.“ Ајрон Мејден је направио после још једну песму о тој серији - Back in the Village са албума Powerslave.

## Критика и контроверза
Албум су доста критиковали соцјални конзервативци, поготово у Сједињеним државама, где је бенд оптужен за сатанизам. Организована су јавна спаљивања плоча, а неке религијске групе су уништавале плоче чекићима, због страха да не удахну пламен од запаљене плоче. Харис је изјавио: „Било је лудо. Нису уопште разумели целу ствар. Очигледно нису прочитали текст. Желели су само да верују да смо ми Сатанисти.“ Као резултат, турнеја The Beast on the Road, је била изложена бројним бојкотима и демонстрацијама: дворане су понекада биле окружене активистима који су давале памфлете и у једном случају крст висок 25 ft (7,6 m) је ношен у знак протеста.
Од издавања, албум је добио добре критике. Allmusic га је описао „као скоро једноставно један од најбољих хеви метал албума икада издатих.“ Sputnikmusic га назива „класиком света метала,“ док је BBC Music уздизао комплексне аранжмане изјавивши: „С обзиром да би се и једне од најпоштованије хеви метал институције (мисли на Блек Сабат) бориле да саставе материјал који је нешто више од колекције нискозвучних рифова, Ајрон мејден је извела ово са значајним еланом.“ Q magazine је 2000. године сместио албум на стото место на његовој листи „100 највећих британских албума икада“ (енгл. 100 Greatest British Albums Ever); 2001. га је именовао једним од „50 најтежих албума свих времена“ (енгл. 50 Heaviest Albums Of All Time), а 2006. га је сместио на 40. место листе „40 најбољих албума из осамдесетих“ (енгл. 40 Best Albums of the '80s). Веб-сајтови IGN и Metal-Rules.com су овај албум сместили на треће и друго место у својим хеви метал листама, а Guitar World га је сместио на место број 17 листе „Најбољи албуми свих времена“ (енгл. 100 Greatest Guitar Albums of All Time).  га је сместио на петнаесто место листе „100 највећих британских рок албума“ (енгл. 100 Greatest British Rock Albums), описујући га као „најважнији метал албум деценије.“ The Number of the Beast је један од два албума стављених на листу „1001 албум који морате да чујете пре него што умрете“ (енгл. 1001 Albums You Must Hear Before You Die). Године 2012. албум је изгласан за прво место листе „Најбољи британски албум у последњих 60 година“ (енгл. The Best British Albums of the Past 60 Years), чије је гласање организовао HMV.
BBC је направио документарац о The Number of the Beast, издат 2001. године, као део серијала Classic Albums.

## Омот албума
Као већина омота Мејдена током 1980-их и почетком 1990-их и омот овог албума је насликао Дерек Ригс. Омот је првобитно био насликан за песму Purgatory, али је Род Смолвуд сматрао да је превеликог калибра за једно сингл издање и одлучио је да га сачува за албум The Number of the Beast. Првобитни оригинални омот из 1982. године је имао плаво небо у позадини, што је била грешка штампача омота, која је касније исправљена, па је небо постало црно у римастрирану верзију из 1998. за компакт диск.
Албум је такође био центар контроверзе, нарочито у Сједињеним Државама, због текста песама и омота који приказује Едија како контролише Сатану као лутку, док је Сатана приказан како истовремено контролише мањег Едија. Смолвуд је објаснио да концепт треба да постави питање „ко је у ствари зао? Ко кога манипулише?“ Према речима Ригса то је било инспирисано стрипом Доктор Стрејнџ „где је неки велики зао доктор заједно са Доктор Стрејнџом био уплетен у неке конце као лутка, то је било нешто што сам читао као дечак током 190их мислим“. Истовремено слика пакла је била „преузета из мог знања о средњовековном хришћанском уметношћу која је била пуна таквих сцена.“
Омот албума је пародиран неколико пута – од стране кросовер треш бенда Стормтруперс оф Дет на омоту њиховог албума из 1999. године Bigger than the Devil и на мајцама Diamond Supply Co. Текстилног бренда.

## Списак песама
- (Стив Харис) – 3:24

1. (Харис) – 4:35
2. (Адријан Смит, Харис) – 6:04
3. (Смит) – 6:37
4. (Харис) – 4:48
5. (Харис) – 3:54
6. (Клајв Бер) – 3:48
7. (Харис) – 7:14